# Prológica
A Prológica Indústria e Comércio de Microcomputadores Ltda foi uma influente empresa de microinformática brasileira que atingiu seu auge em meados da década de 1980, quando ocupou o terceiro lugar entre as empresas nacionais do setor.

## Histórico
Fundada em 1976 por Geraldo Coen, Joseph Blumenfeld e Leonardo Bellonzi, a empresa inicialmente comercializava máquinas para uso em contabilidade a saber, MCA-100 e Alpha Disk. A empresa especializou-se posteriormente em produzir produtos similares aos dos micros da linha TRS-80 estadunidense, sob o nome geral de CP (de Computador Pessoal). Um de seus maiores sucessos no campo profissional foi o micro CP 500, compatível com o TRS-80 Modelo III.

## Produtos

### Computadores domésticos

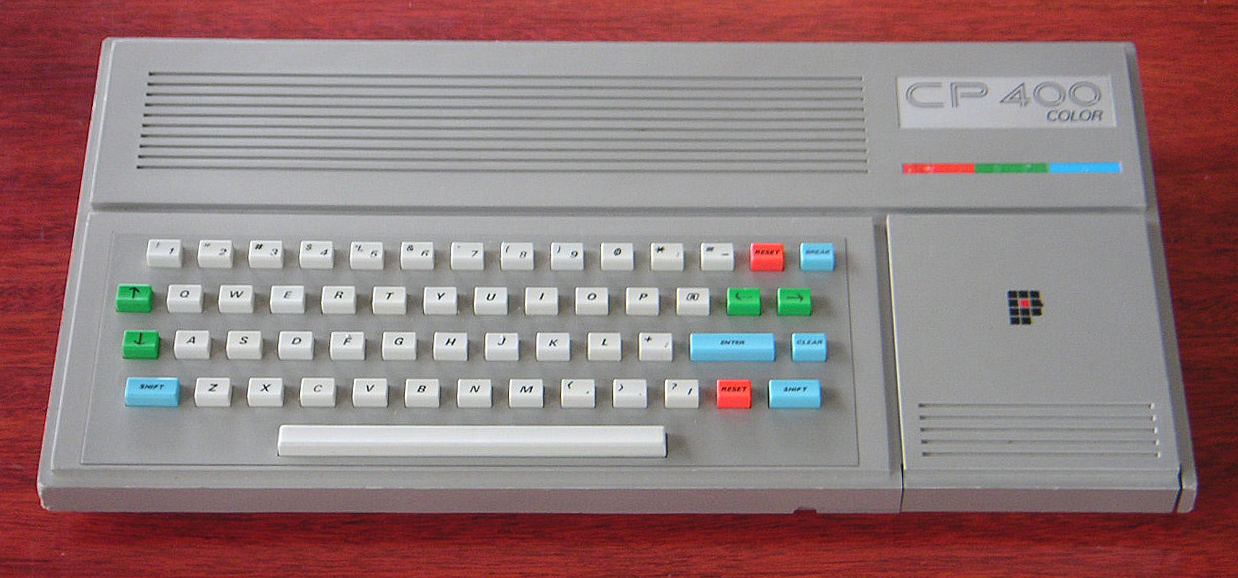
CP 400

- CP200
- CP200 Modelo II
- CP200S (Com fonte externa)
- CP200S (Com fonte interna)
- CP300
- CP400
- CP400 Modelo II

### Computadores profissionais

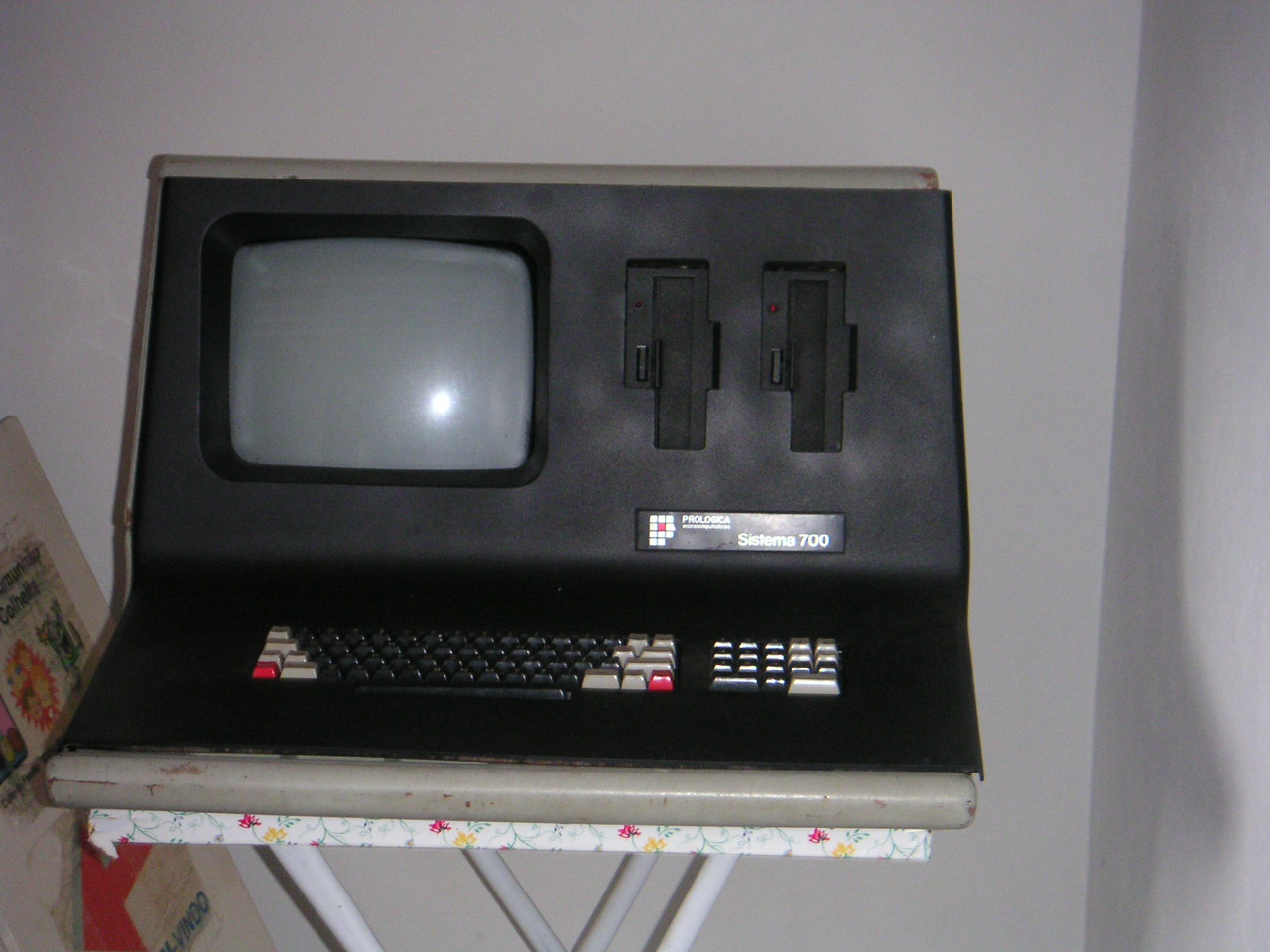
Sistema 700

- CP500 (Versão Bege)
- CP500 (Versão Cinza)
- CP500 D
- CP500 M80
- CP500 M80c
- CP500 Turbo
- Sistema 600
- Sistema 700
- Super Sistema 700
- Solution 16
- SP 16
- SP 16 II
- AT SP 286
- AT SP 386
- AT SP 486

### Periféricos
- CP450
- Impressora P 500
- Impressora P 500S
- Impressora P 600
- Impressora P 700
- Impressora P 720
- Impressora P 720XT
- Impressora Antares 400

### Produtos desenvolvidos por empresas irmãs
- NE Z80
- NE-Z8000